# БУДИ aлманах
БУДИ алманах је двојезични алманах Бијенала уметничког дечијег израза, међународног фестивала посвећен дечјем стваралаштву и стваралаштву за децу, на српском и енглеском језику. Аутор је Бранислав Радовановић, а издавач Културни центар Панчева.
Први број под називом „Одбрана природе / Прво међународно бијенале уметничког дечијег израза, Панчево, 2. јун—2. август 2006.” је издат 2008. године, а јубиларни десети БУДИ алманах 2025. под називом „Откључано небо / Десети међународни бијенале уметничког дечијег израза, Панчево, 15. мај—15. јун 2023.”

## Издања
| Година | Назив | Насловна страна | Опис |
| ------ | --- | --------------- | --- |
| 2008.  | Одбрана природе / Прво међународно бијенале уметничког дечијег израза, Панчево, 2. јун—2. август 2006.               |                 | Алманах описује прво Међународно бијенале уметничког дечјег израза (скраћено БУДИ) на 127 страна. Садржи конкурс фестивала и саопштење жирија, приказ БУДИ радионица и дешавања одржаних 2006. године под називом „Одбрана природе”, где је седиште била заштита животне средине. Домаћин фестивала је била Куба. |
| 2008.  | Град и ја / Друго међународно бијенале уметничког дечијег израза, Панчево, 15. мај—15. јун 2008.                     |                 | Алманах описује други БУДИ, одржан 2008. године у Панчеву, под називом „Град и ја”, где је седиште било повезивање деце различитих култура. Домаћин фестивала је била Мађарска. |
| 2012.  | Дечји свет / Трећи међународни бијенале уметничког дечијег израза, Панчево, 15. мај—15. јун 2010.                    |                 | Алманах описује трећи БУДИ на 147 страна. Садржи саопштење жирија, интервјуе са Браниславом Радовановићем, Драганом Боснићем и Мирославом Симоновићем, приказ БУДИ изложби, радионица, трибина, премијера, дечје редакције и дешавања одржаних 2010. године у Панчеву под називом „Дечји свет”, где је седиште било повезивање деце различитих култура. Домаћин фестивала је био Јапан. |
| 2014.  | Деца знају све / Четврти међународни бијенале уметничког дечијег израза, Панчево, 15. мај—15. јун 2012.              |                 | Алманах описује четврти БУДИ на 152 стране. Садржи саопштење жирија, интервју са Миленом Каличанин, приказ БУДИ изложби, радионица, иновација, простора и дешавања одржаних 2012. године у Панчеву под називом „Деца знају све”, инспирисан односом родитеља према деци. Домаћин фестивала је била Шведска. |
| 2016.  | Снови су да се прате! / Пети међународни бијенале уметничког дечијег израза, Панчево, 16. мај—16. јун 2014.          |                 | Алманах описује пети БУДИ на 154 стране. Садржи саопштење жирија, интервјуе са Браниславом Радовановићем и Снежаном Ћурувијом, приказ БУДИ радионица, иновација, простора, изложби и дешавања одржаних 2014. године у Панчеву под називом „Снови су да се прате!”, инспирисан дружењем и сарадњом Марка Твена и Николе Тесле. Домаћин фестивала су биле Сједињене Америчке Државе. |
| 2017.  | У врту различитости / Шести међународни бијенале уметничког дечијег израза, Панчево, 13. мај—16. јун 2016.           |                 | Алманах описује шести БУДИ на 173 стране. Садржи саопштење жирија, представљање уметничких директора фестивала и клупе за маштање која је израђена према идејном решењу добитника Гран При награде и у пуној величини постављена у Народној башти. Такође, садржи приказ БУДИ радионица, иновација, простора, изложби и дешавања одржаних 2016. године у Панчеву под називом „У врту различитости”, инспирисан „лепоти различитости која доприноси смислу свему на планети”. Домаћин фестивала је била Велика Британија. |
| 2019.  | Лепо се играј / Седми међународни бијенале уметничког дечијег израза, Панчево, 15. мај—15. јун 2018.                 |                 | Алманах описује седми БУДИ, одржан 2018. године у Панчеву, под називом „Лепо се играј”, инспирисан културом и обичајима Данске која је била и домаћин фестивала. |
| 2021.  | Оно што те чини срећним! / Осми међународни бијенале уметничког дечијег израза, Панчево, 15. мај—15. јун 2019.       |                 | Алманах описује осми БУДИ на 183 стране. Садржи саопштење жирија, приказ БУДИ изложби, радионица, простора и дешавања одржаних 2019. године у Панчеву под називом „Оно што те чини срећним!”, где је седиште било повезивање деце различитих култура. Домаћин фестивала је био Израел. |
| 2023.  | Мале лудости велике мудрости / Девети међународни бијенале уметничког дечијег израза, Панчево, 15. мај—15. јун 2021. |                 | Алманах описује девети БУДИ на 167 страна. Садржи саопштење жирија и упутство за прављење фестивала, приказ БУДИ изложби, радионица, простора и дешавања одржаних 2021. године у Панчеву под називом „Мале лудости — велике мудрости”, инспирисан Пинокијем. У складу са тим, домаћин фестивала је била Италија. |
| 2025.  | Откључано небо / Десети међународни бијенале уметничког дечијег израза, Панчево, 15. мај—15. јун 2023.               |                 | Алманах описује десети БУДИ на 171 страну. Садржи саопштење жирија, интервју са Нином Рикановић, добитницом Гран При награде, приказ БУДИ изложби, радионица, простора и дешавања одржаних 2023. године у Панчеву под називом „Откључано небо”, инспирисан „бескрајним простором уметности у коме живе стварност и машта”, као и суперхеројем Муњевитим Кринфолионом. Домаћин фестивала је била Немачка. |